# Karlheinz Richter (Agrarwissenschaftler)
Karlheinz Richter (* 26. Oktober 1938 in Berlin; † 25. März 2011 ebenda) war ein deutscher Agrar- und Futterbauwissenschaftler und Hochschullehrer.

## Leben und Werk
Karlheinz Richter wurde in Berlin geboren. Er studierte an der Humboldt-Universität zu Berlin Landwirtschaft und promovierte 1971 zum Dr. agr. mit dem Thema „Stickstoffdüngung und Beregnung von Intensivweiden“. 1984 habilitierte er sich mit der Arbeit „Wirkung der Beregnung mit Klarwasser auf Ertrag, Ertragsstabilität und Qualität von Ackerfutter bei unterschiedlichen Standortbedingungen“ und wurde zum Professor für Grünland und Futterbau an der HU in Berlin berufen. Von 1974 bis 1976 hielt sich Karlheinz Richter in Algerien auf, wo er als Mitarbeiter und dann Direktor des Nationalen Forschungsinstituts für Düngung tätig war. Nach 1990 engagierte er sich weiter an der Humboldt-Universität. Er war Mitglied im Gründungskomitee der Landwirtschaftlich-Gärtnerischen Fakultät (1992 bis 1994) und erster Geschäftsführender Direktor des Instituts für Pflanzenbauwissenschaften sowie Mitglied des Fakultätsrates.

## Familie
Karlheinz Richter wurde in Berlin geboren und verbrachte sein gesamtes Leben in der Kavaliersstraße in Berlin-Pankow. Sein Vater starb kurz nach Kriegsende in Berlin. Karlheinz Richter hatte einen älteren Bruder (Jürgen Richter). An der HU Berlin lernte er während des Studiums seine spätere Ehefrau Hannelore (* 1940) kennen. Aus der Ehe mit Hannelore Richter gingen die Söhne Stefan Richter (* 1965) und Thomas Richter (* 1966) hervor. Auch privat verbrachte Karlheinz Richter viel Zeit in der Natur auf seinem Familiengrundstück in Lindow, nahe Berlin. 